# Echinochloa crus-galli
Echinochloa crus-galli (veliki muhar) je jednogodišnja biljka koja pripada porodici Poaceae.

## Opis
Korenov sistem je žiličaste građe. Stablo snažno, člankovito,sa čupercima dlaka na čvorovima. Visine 30-100cm. Listovi su tamno zeleni, linearni sa mekim dlačicama. Široki 5-18mm, rapavi i po obodu talasasti. Imaju beli centralni nerv i jasno vidljive obodne nerve. Rukavac je gladak. Ligula zamenjena vencem dlaka. Cvast je klasolika metlica, sastoji se od 5-15 klasova. Uspravna je i duga do 20cm. Klasići dugi oko 3mm svetlo zelene ili ljubičaste boje i otpadaju kao celina. Plod je krupa.

## Etimologija
Ime roda Echinochloa potiče od grčke reči echinos(što znači jež) i chloe(što znači trava), zbog izgleda klasova. Ime vrste crus-galli na srpskom znači petlova noga. 

## Biologija
Cveta u periodu od jula do oktobra. Seme ne klija u godini obrazovanja nego tek naredne godine, krajem maja pa nadalje. U godini prosečno stvori do 1000 semenki koje mogu očuvati klijavost nekoliko godina i koje se lako šire.

## Rasprostranjenje i stanište
Raste na vlažnim njivama, u usevima kukuruza, u vrtovima, vinogradima, pored puteva, poznata kao čest korov, naročito na peskovitim zemljištima. Opšte rasprostranjenje: Toplije i umerene zone obeju hemisfera (naročito u severnoj). Veoma rasprostranjen korov pirinčanih polja. Autohtona je na području Azije i Afrike dok je na drugim područjima invazivna vrsta. 